# Гвоздавка Вторая
Гвоздавка Вторая — село на правом берегу реки Кодыма, в Любашёвском районе Одесской области Украины.

## История
У села сохранилось 4 скифских кургана.
Гвоздавка в XIX веке являлась волостным центром Ананьевского уезда Херсонской губернии. В 1891 году здесь проживало 4225 жителей, имелось начальное училище, 4 лавки.
Площадь волости составляла 233,4 квадратных верст. Дворов — 2683. Жителей обоего пола — 15256. Православные церкви в волости были в с. Бобрик, с. Гвоздавка, с. Гольма, с. Ясиново. Еврейский молитвенный дом — в Ясиново. В волость входили села Бобрик, Гвоздавка, Гольма, Познанка, Ясинова, Ново-Александровка, Федоровка и большое количество хуторов (хх. Бельчуга, Васильева (2), Гертий, Гордуга, Горобиевка, Диденкула (2), Дубовика, Застрымба, Иваненка, Кангеенка, Копицы, Короя (2), Корси (2), Купченка (3), Мальчика, Мелана, Митрофанова, Николайчука, Пачислаго, Пожара (3), Ракулова (7), Рожкована (3), Тонина (2), Хризанева (2), Чебана (2), Якименка, Фомов).
В селе Гвоздавка имелось волостное правление, православная церковь, церковно-приходская школа (27 учеников), земская школа (127 учеников), земская почтовая станция, фельдшер, 9 лавок, 2 корчмы, оптовый склад вина и спирта.
Ведущие предприятия в настоящее время — ООО Зеленогорское, ФХ Гранат (сельскохозяйственные). Рядом также располагается Заплазский сахарный завод, закрытый сейчас.

## Холокост в Любашевском районе
В ноябре 1941 года в районе Гвоздавки нацисты создали концентрационный лагерь, куда привозили евреев из Бессарабии, Одесской и Житомирской областей, а также содержали местных евреев. В нём погибло около 5 тысяч узников, из них — 2 тысячи 772 человека были расстреляны, 2 тысячи — умерли от голода и болезней. Комиссия по расследованию злодеяний произвела раскопки противотанкового рва длиною 40 м на территории сельсовета Гвоздавка-2. Эти раскопки показали, что в противотанковом рву зарыто 2208 тел. Расстрел происходил в зиму 1941—1942 гг.
Кроме этого, летом 1941 года нацисты проводили показательные акции устрашения:
- в самой Любашевке расстреляли свыше 350 евреев,
- в селе Гвоздавка — около 100 человек,
- в селе Ясеново — более 100 человек.